# Isochromodes brumosa
Isochromodes brumosa är en fjärilsart som beskrevs av Paul Dognin 1896. Isochromodes brumosa ingår i släktet Isochromodes och familjen mätare. Inga underarter finns listade i Catalogue of Life.